# Патријарх српски Арсеније IV
Арсеније IV Јовановић Шакабента (Пећ, 1698 или 1699 — Сремски Карловци, 18. јануар 1748) био је архиепископ пећки и патријарх српски од 1725. до 1737. године а потом поглавар Карловачке митрополије од 1737. до 1748. године.

## Биографија
Арсеније је пореклом из Бањана из села Шаке код Реновца, по чему су и добили презиме Шакабенте. Породица му је живела у Старом Влаху, где су били филурџије са баштином у селу Опаљенику. За његов успон пресудна је била помоћ имућног кнеза Братула Јанковића из Нове Вароши који га је узе под своје старање. Замонашио се као младић и врло рано (пре 1723) постао рашки митрополит. Патријарх Мојсије га је за живота одредио за свог наследника, па је Арсеније постао патријарх 1725. године.
Арсенија IV је, попут Арсенија III Чарнојевића, активно радио на ослобођењу Србије и српског народа од Турака, па се придружио аустријској војсци када је 1737. године избио нови аустро-турски рат. Са њим су се многи Срби и арбанашки Клименти ставили на страну Аустрије. Турци су га хтели живог "сажећи" (спалити) па је морао да се склони у Аустрију. Али, убрзо затим Аустрија доживљава пораз и Арсеније IV предводи другу велику сеобу Срба на север, у Угарску.
Након смрти карловачког митрополита Викентија, патријарх Арсеније IV постао је и администратор Карловачке митрополије. Царица Марија Терезија потврдила је 1741. године патријаршијско достојанство Арсенију IV и поставила га за духовног поглавара над целим српским свештенством и народом.
Арсеније IV је, на месту старе и скромне митрополијске резиденције у Карловцима, подигао нови двор (касније је изгорео у пожару - 1788) и семинар и капелу светог Трифуна, која је постојала све до подизања карловачке Саборне цркве.
Током живота у Аустрији, Арсенија IV није одржавао везе са патријархом Јоаникијем III кога су поставили Турци, али се бринуо о манастирима и црквама у Србији.
Патријарх Арсеније IV умро је јануара 1748. године у Карловцима. Сахрањен је у манастиру Крушедол.
Имао је брата Андрију и сестру Анђелију, удату за кнеза Атанасија Рашковића.